# Lukas Britschgi
Lukas Britschgi (Schaffhausen, 17 de febrero de 1998) es un deportista suizo que compite en patinaje artístico, en la modalidad individual. Ganó dos medallas en el Campeonato Europeo de Patinaje Artístico sobre Hielo, en los años 2023 y 2025.

## Palmarés internacional
| Campeonato Europeo | Campeonato Europeo | Campeonato Europeo | Campeonato Europeo |
| Año                | Lugar              | Medalla            | Categoría          |
| ------------------ | ------------------ | ------------------ | ------------------ |
| 2023               | Espoo (Finlandia)  | Medalla de bronce  | Individual         |
| 2025               | Tallin (Estonia)   | Medalla de oro     | Individual         |